# Enicospilus hemiphaeus
Enicospilus hemiphaeus là một loài tò vò trong họ Ichneumonidae.